# NK Radeče
Nogometni Klub Radeče je slovenski nogometni klub iz Radeč, ustanovljen leta 1930.